# Георги Варошкин
Доц. Георги Варошкин е български олимпиец, участвал в състезанията по ски алпийски дисциплини в зимните олимпийски игри в Кортина д'Ампецо през 1956 г. и Скуо Вали през 1960 г.

## Биография
Роден е на 20 декември 1932 година. Състезава се за „Рилски спортист“.
Участва в състезанията по спускане, гигантски слалом и слалом на седмите зимни олимпийски игри, провели се в Кортина д'Ампецо през 1956 година и на осмите зимни олимпийски игри, провели се в Скуо Вали през 1960 година.
Резултати от Кортина д'Ампецо 1956
Спускане: 24-ти от 75 състезатели
Гигантски слалом: 41-ви от 96 състезатели
Слалом: дисквалифициран
Резултати от Скуо Вали 1960 
Спускане: 29-и от 63 състезатели
Гигантски слалом: 29-и от 65 състезатели
Слалом: 29-и от 63 състезатели
След създаването на Комитета по алпийските дисциплини към Българската федерация по ски през 1966 г., Варошки е вторият му председател и по-късно шестият му председател. 
През февруари 2014 г. Варошкин е награден с почетна плакета по време на състезанията за Европейска купа по ски алпийски дисциплини в Боровец. 
Георги Варошкин умира на 84 години на 20 септември 2017 г.